# Police Story 2
Police Story 2 is een Hongkongse actiefilm uit 1988 onder regie van Jackie Chan, die zelf ook de hoofdrol speelt. De film is het vervolg op Police Story (1985). 

## Verhaal
Rechercheur Chan Ka-kui is gedegradeerd tot snelwegpatrouille als gevolg van zijn behandeling van zijn vorige zaak, die betrekking had op de gewelddadige arrestatie van misdaadbaas Chu Tao en de zware materiële schade. Chu Tao wordt om medische redenen vrijgelaten uit de gevangenis en is vastbesloten om wraak op hem te nemen.

## Rolbezetting
| Acteur           | Personage                               |
| ---------------- | --------------------------------------- |
| Jackie Chan      | Brigadier "Kevin" Chan Ka-kui of Jackie |
| Maggie Cheung    | May                                     |
| Bill Tung        | "Oom" Bill Wong / Inspecteur Chou       |
| Lisa Chiao Chiao | Tante                                   |
| Kenny Ho         | Cops                                    |
| Lam Kwok-Hung    | Politiechef Raymond Li                  |
| Chor Yuen        | Chu Tao a.k.a. Tom Koo                  |
| Charlie Cho      | John Ko a.k.a. John Chow                |
| Benny Lai        | Dummy / Dove crimineel / Gabby          |
| Cheung Wing-fat  | Inspecteur Kim                          |
| Johnny Cheung    | Cheung                                  |
| Ben Lam          | Tall Pau Hung / The Polar Bear          |
| Chi Fai Chan     | Ngor                                    |
| Shan Kwan        | President Fung                          |
| Isabella Wong    | Miss Wong                               |
| Ann Mui          | Karen                                   |